# Aaron Olanare
Aaron Olanare (Port Harcourt, Nigeria, 4 de junio de 1994) es un futbolista nigeriano que juega como delantero en el Molde FK de la Eliteserien.

## Trayectoria
Olanare comenzó su carrera en el equipo nigeriano Shooting Stars. En 2012, Olanare firmó con el equipo noruego Vålerenga. Había sido observado de cerca por el club después de ser juzgado, en el verano de 2012. El 10 de julio de 2013, Olanare firmó con otro equipo noruego Sarpsborg 08.
El 9 de julio de 2014, Olanare fue transferido al Guangzhou R&F de la Superliga de China en un contrato de dos años y medio con una cláusula de 1,4 millones de €. El 19 de julio de 2014, hizo su debut en la Superliga en la victoria en casa por 3-2 contra Jiangsu Suning y brindó asistencia en el partido. Marcó su primer gol en China el 31 de julio de 2014, lo que aseguró que Guangzhou R&F venciera a Liaoning Whowin por 5–1.
El 17 de febrero de 2016, CSKA Moscú anunció la contratación de Olanare en condición de préstamo procedente del Guangzhou R&F para el resto de la temporada 2015-16. El 2 de mayo de 2016, en el juego de la final por la Copa de Rusia 2015-16 contra el Zenit de San Petersburgo, se lesionó la rodilla por una colisión con Axel Witsel. Se quedó en el campo y anotó el empate 1–1, después de lo cual realizó dos volteretas, lo que exacerbó su condición de rodilla. Después de otra colisión con Domenico Criscito, tuvo que ser trasladado del campo en una camilla. CSKA perdió el juego ante Zenit con el marcador por 1–4. Tuvo que someterse a una cirugía a principios de junio y se esperaba que su recuperación durará hasta finales de 2016 cuando expiró su contrato de préstamo en CSKA.
El 28 de enero de 2017, Olanare firmó un contrato de 4 a 5 años con CSKA Moscú.
El 22 de febrero de 2018, se unió al FC Amkar Perm en préstamo hasta el final de la temporada 2017-18. En su tercer partido de liga para Amkar el 31 de marzo de 2018, anotó dos veces para darle a su equipo la victoria inesperada por de 2-1 sobre el FC Lokomotiv Moscú, líder de la liga.
El 14 de agosto de 2018, CSKA Moscú anunció que Olanare habría salido del club después de que su contrato fuera cancelado por consentimiento mutuo.
El 12 de octubre de 2018, firmó un contrato de un año con Beitar Jerusalén como jugador libre.
El 13 de diciembre de 2018, dijo que era agente libre.
El 1 de marzo de 2019, Olanare se unió a los recién llegados de League One, Sichuan Longfor.

## Selección nacional
En octubre de 2014, Olanare recibió su primer llamado a la selección de Nigeria por Stephen Keshi para jugar contra Sudán en la clasificación de la Copa Africana de Naciones 2015. El 11 de octubre de 2014, hizo su debut con Las Súper Águilas en la derrota por 1-0 contra Sudán, como sustituto de Nosa Igiebor en el minuto 47. El 15 de octubre de 2014, Olanare marcó su primer gol en la victoria por 3-1 en casa contra Sudán. Restableció el liderazgo de Nigeria en el minuto 66 cuando apuñaló un balón suelto después de una confusión entre el portero de Sudán Akram El Hadi y su defensor. Olanare anotó su segundo gol para Nigeria en la victoria por 2-0 sobre el Congo. Marcó el segundo gol del partido para asegurar la victoria.

### Goles internacionales
| # | Fecha                   | Lugar                                | Rival | Gol   | Resultado | Competición                                          |
| - | ----------------------- | ------------------------------------ | ----- | ----- | --------- | ---------------------------------------------------- |
| 1 | 15 de octubre de 2014   | Estadio de Abuya, Abuya, Nigeria     | Sudán | 2 - 1 | 3 - 1     | Clasificación para la Copa Africana de Naciones 2015 |
| 2 | 15 de noviembre de 2014 | Stade Municipal, Pointe-Noire, Congo | Congo | 2 - 0 | 2 - 0     | Clasificación para la Copa Africana de Naciones 2015 |

## Clubes
| Club                      | País                | Año                 | Partidos | Goles |
| ------------------------- | ------------------- | ------------------- | -------- | ----- |
| Shooting Stars            | Nigeria             | 2010-2011           | 23       | 15    |
| Dolphins                  | Nigeria             | 2011-2012           | 0        | 0     |
| Vålerenga                 | Noruega             | 2012-2013           | 16       | 1     |
| Sarpsborg 08 FF           | Noruega             | 2013-2014           | 30       | 13    |
| Guangzhou R&F             | China               | 2014-2017           | 34       | 15    |
| P. F. C. CSKA Moscú       | Rusia               | 2016-2018           | 28       | 4     |
| F. C. Amkar Perm (Cesión) | Rusia               | 2017-2018           | 9        | 2     |
| Beitar Jerusalén          | Israel              | 2018                | 4        | 1     |
| Sichuan Longfor           | China               | 2019-2020           | 27       | 19    |
| Changchun Yatai           | China               | 2020                |          |       |
| BB Erzurumspor            | Turquía             | 2021-2023           |          |       |
| Neftçi P. F. K.           | Azerbaiyán          | 2023-2024           |          |       |
| Molde FK                  | Noruega             | 2024-               |          |       |
| Total en su carrera       | Total en su carrera | Total en su carrera | 171      | 70    |